# Les Étoiles vagabondes
Les Étoiles vagabondes è il terzo album in studio del rapper francese Nekfeu, pubblicato il 6 giugno 2019. Una versione chiamata Les Étoiles vagabondes: Expansion è stata pubblicata il 21 giugno 2019.

## Creazione

### Film al cinema
Il 15 maggio 2019, sul canale YouTube del rapper viene pubblicato un trailer che annuncia l'uscita del film Les Étoiles vagabondes il 6 giugno 2019 in quasi 200 cinema tra Francia, Belgio, Marocco, Svizzera e anche in Canada. È pubblicato su Netflix il 20 agosto 2019.
Il film documentario, diretto da Syrine Boulanouar e Nekfeu, viene presentato inizialmente come un album cinematografico. Ripercorre l'ideazione del nuovo album di Nekfeu tra Parigi, Tokyo, Mitilene e New Orleans. Al cinema il film riscuote enorme successo, alla proiezione partecipano più di 100 000 spettatori. In una sola proiezione il film conquista il primo posto al botteghino. Così facendo, conquista anche il record francese di ingressi per un documentario musicale trasmesso al cinema in una sola sessione, detenuto dallo scorso novembre dal gruppo coreano BTS con il documentario Burn The Stage.

### Uscita dell'album
Il giorno stesso, durante la messa in onda del film e dopo due anni e mezzo di assenza, Nekfeu pubblica il suo terzo album solista, Les Étoiles vagabondes, in versione digitale e su piattaforme di streaming. Questo nuovo disco raggiunge il primo posto sulle piattaforme di streaming in Francia e in diversi altri paesi tra cui l'Algeria, raggiungendo addirittura il secondo posto nella Top Mondiale in meno di 48 ore. La versione fisica è messa in vendita il 14 giugno 2019, limitata a 100 000 copie.
Il 21 giugno 2019, due settimane dopo l'uscita dell'album, Nekfeu pubblica una nuova versione, chiamata Les Étoiles vagabondes: Expansion. Disponibile digitalmente e su piattaforme di streaming, questa versione di 34 tracce mescola tutte le 18 tracce della versione originale e 16 nuove tracce.